# Редешть (Алба)
Редешть, Редешті (рум. Rădești) — село у повіті Алба в Румунії. Адміністративний центр комуни Редешть.
Село розташоване на відстані 275 км на північний захід від Бухареста, 24 км на північний схід від Алба-Юлії, 56 км на південь від Клуж-Напоки.

## Населення
За даними перепису населення 2002 року у селі проживали 719 осіб.
Національний склад населення села:
| Національність | Кількість осіб | Відсоток |
| -------------- | -------------- | -------- |
| румуни         | 638            | 88,7%    |
| угорці         | 66             | 9,2%     |
| цигани         | 14             | 1,9%     |

Рідною мовою назвали:
| Мова      | Кількість осіб | Відсоток |
| --------- | -------------- | -------- |
| румунська | 656            | 91,2%    |
| угорська  | 63             | 8,8%     |